# Ishige Hideki
Ishige Hideki (石毛 秀樹 (Thạch Mao Tú Thụ) Ishige Hideki, sinh ngày 21 tháng 9 năm 1994) là một cầu thủ bóng đá người Nhật Bản.

## Thống kê sự nghiệp

### Câu lạc bộ
Cập nhật đến ngày 23 tháng 2 năm 2018.
| Câu lạc bộ      | Mùa giải | Giải vô địch | Giải vô địch | Cúp1    | Cúp1      | Cúp Liên đoàn2 | Cúp Liên đoàn2 | Tổng    | Tổng      |
| Câu lạc bộ      | Mùa giải | Số trận      | Bàn thắng    | Số trận | Bàn thắng | Số trận        | Bàn thắng      | Số trận | Bàn thắng |
| --------------- | -------- | ------------ | ------------ | ------- | --------- | -------------- | -------------- | ------- | --------- |
| Shimizu S-Pulse | 2012     | 7            | 0            | 0       | 0         | 6              | 1              | 13      | 1         |
| Shimizu S-Pulse | 2013     | 32           | 2            | 3       | 0         | 6              | 2              | 41      | 4         |
| Shimizu S-Pulse | 2014     | 22           | 2            | 5       | 0         | 2              | 0              | 29      | 2         |
| Shimizu S-Pulse | 2015     | 12           | 3            | 1       | 1         | 2              | 0              | 15      | 4         |
| Shimizu S-Pulse | 2016     | 23           | 1            | 3       | 0         | –              | –              | 26      | 1         |
| Fagiano Okayama | 2017     | 31           | 2            | 0       | 0         | –              | –              | 31      | 2         |
| Tổng            | Tổng     | 127          | 10           | 12      | 1         | 16             | 3              | 155     | 14        |

1Bao gồm Cúp Hoàng đế Nhật Bản.
2Bao gồm J. League Cup.

## Danh hiệu

### Cá nhân
- Asian Young Footballer of the Year (1): 2011
- J. League Cup New Hero Award (1): 2012